# Красна Нива (Великоігнатовський район)
Кра́сна Ни́ва (рос. Красная Нива, ерз. Красной Нива) — присілок у складі Великоігнатовського району Мордовії, Росія. Входить до складу Кіржеманського сільського поселення.

## Населення
Населення — 170 осіб (2010; 192 у 2002).
Національний склад (станом на 2002 рік):
- ерзяни — 85 %